# Simon Armitage
Simon Armitage, né le 26 mai 1963 à Huddersfield, est un poète anglais nommé poète lauréat du Royaume-Uni en mai 2019, succédant à Carol Ann Duffy.

## Biographie
Simon Armitage naît à Huddersfield et grandit dans le village de Marsden,,. Il écrit son premier poème à dix ans dans le cadre d'un devoir scolaire.
Il fréquente ensuite le lycée de Colne Valley High School et étudie la géographie à l'Université de Portsmouth. En troisième cycle, il fréquente l'Université Victoria de Manchester où il travaille sur les effets de la violence télévisuelle sur les jeunes délinquants. Son diplôme obtenu, il devient agent de probation, comme son père.

## Poésies
- Zoom! (Bloodaxe Books, 1989)
- Kid (Faber and Faber, 1992)
- Xanadu (Bloodaxe Books, 1992)
- Book of Matches (Faber and Faber, 1993)
- The Dead Sea Poems (Faber and Faber, 1995)
- CloudCuckooLand (Faber and Faber, 1997)
- Killing Time (Faber and Faber, 1999)
- Selected Poems (Faber and Faber, 2001, contains poems from 6 earlier books)
- The Universal Home Doctor (Faber and Faber, 2002)
- Travelling Songs (Faber and Faber, 2002)
- The Shout: Selected Poems (Harcourt, 2005)
- Tyrannosaurus Rex Versus The Corduroy Kid (Faber and Faber, 2006)
- The Not Dead (Pomona Books, 2008)
- Out of the Blue (Enitharmon Press, 2008)
- Seeing Stars (Faber and Faber, 2010)
- Stanza Stones (Enitharmon Press, 2013)
- Paper Aeroplane, Selected Poems 1989–2014 (Faber and Faber, 2014)
- Still – A Poetic Response to Photographs of the Somme Battlefield (Enitharmon Press, 2016)
- The Unaccompanied (Faber and Faber, 2017)
- Sandettie Light Vessel Automatic (Faber and Faber, 2019)
- Magnetic Field: The Marsden Poems (Faber and Faber, 2020)